# Музыка Кубы
Музыка Кубы очень интересна и самобытна, она впитала в себя много местных мотивов и классическую аранжировку.
Благодаря своему глубокому духовному богатству и вкладу в мировую культуру, можно утверждать, что за всю свою историю с XVI века, с появлением хабанеры, до наших дней Куба стала одной из стран с наибольшим количеством музыкальных жанров и одной из стран, которая оказала наибольшее музыкальное влияние в мире.
Кубинская музыка также оказала значительное влияние на другие страны.

## История
Кубинская музыка имеет свои основные корни в Испании и Западной Африке, но со временем на неё повлияли различные жанры из разных стран. Среди них выделяются Франция и её колонии в Латинской Америке и США.
В 16—18 вв. центрами развития профессиональной музыкальной культуры были церковные певческие школы.
Развитие академической музыки на острове началось в XIX веке. В 1812 году началось издание музыкального журнала «El filarmónica mensual», в 1814 году в Гаване открыта «Академия музыки».
В 1840-х годах возникла хабанера, как вялая вокальная песня с ритмом контраданзы.
В 1885 году в Гаване была открыта консерватория, в 1886 году в Гаване было основано Общество классической музыки.
Лауреано Фуэнтес (1825—1898) происходил из семьи музыкантов и написал первую оперу, сочинённую на острове[когда?] —— La hija de Jefté, позднее она была расширена и организована под названием «Сейла».
В 1888 году в Сантьяго было основано Общество камерной музыки.
В XIX веке в Сантьяго-де-Куба возникло движение странствующих музыкантов, называемых Трова (Trova «трубадуры»), которые обычно переезжали из одного места в другое с целью заработать себе на жизнь пением и аккомпанировать себе на гитаре, как композиторы и исполнители, и их песни были адаптированы ко многим другим жанрам кубинской музыки.
Первым и одним из старейших был Синдо Гарай (Sindo Garay, 1867—1968). Он был выдающимся композитором, внёсшим множество песен в репертуар Trova, и большинство из них были спеты и записаны много раз.
Композитор Росендо Руис (Rosendo Ruiz, 1885—1983) был ещё одним трубадуром-долгожителем и автором известного руководства по обучению игре на гитаре.
Альберто Вильялон (Alberto Villalón, 1882—1955) и Мануэль Корона (Manuel Corona, 1880—1950) также были известными трубадурами. Вместе они — Гарай, Руис, Вильялон и Корона — известны как «великая четвёрка Трова». 

Трубадуры часто выступали в дуэтах и трио, например Compay Segundo, прозвище которого отсылает к роли «второго голоса» в трио «Los Compadres». Позже многие из них объединились в более крупные группировки, такие как секстеты и септеты. Так, Чиро, Куэто и Мигель — члены знаменитого «Трио Матаморос», которые работали вместе большую часть своей жизни; Мигель Матаморос считается одним из величайших представителей движения Трова. 

Последующие трубадуры также весьма известны:
Патрисио Баллагас (1879—1920),
Мария Тереза Вера (1895—1965),
Лоренцо Иерресуэло (1907—1993),
Нико Сакито (Антонио Фернандес, 1901—1982),
Карлос Пуэбла (1917—1989) и
Максимо Франсиско Репиладо Муньос (известный как Compay Segundo, 1907—2003). 

Эль Гуаяберо, Фаустино Орамас (1911—2007) традиционно известен как последний из «трубадуров».
В 1922 году в Гаване был организован симфонический оркестр.
В области оркестрового исполнительства весомый вклад внёс Филармонический оркестр Гаваны, созданный в 1924 году Педро Санхуаном; одной из центральных фигур этого коллектива был один из ведущих довоенных кубинских композиторов Амадео Рольдан, за его пультом в разные годы стояли такие музыканты с мировым именем, как Эрнест Ансерме, Томас Бичем, Бруно Вальтер, Эйтор Вилла Лобос, Сергей Кусевицкий, Пьер Монтё, Шарль Мюнш, Серджиу Челибидаке, Игорь Маркевич.
В 1927 году началось издание журнала «Musicalla».
В 1934 году было организовано «Общество музыкального обновления».
В 1960 году началось издание журнала «Revista de musica».
Вопрос о происхождении одного из наиболее известных кубинских музыкальных стилей — пачанги — до сих пор не ясен. Хотя считается, что она возникла в 1955 году как результат смешения ритмов меренге и конги («мереконга») на Кубе, однако есть противники этого мнения. 
Несмотря на то, что наиболее распространена версия о кубинском происхождении пачанги, на самой Кубе этот стиль никогда не был очень популярен, в то время как восточное побережье США в начале 1960-х годов испытало настоящий бум пачанги.
После кубинской революции 1959 года на сцену вышло новое поколение классических музыкантов. Самым известным из них, несомненно, является гитарист Лео Брауэр, который внёс выдающийся вклад в технику и репертуар современной классической гитары и был директором Национального симфонического оркестра Кубы. 
Другими важными композиторами первых лет постреволюционного периода, начавшегося в 1959 году, были Карлос Фариньяс и Хуан Бланко, пионеры конкретной музыки и электроакустической музыки на Кубе.
Заметным явлением в новейшей музыкальной жизни Кубы стало возникшее в 1970-е годы движение «Новая трова» (Nueva Trova, наследовавшее движению Трова), и представлявшее собой одно из движений латиноамериканской авторской «новой песни». Его крупнейшим представителем был Синдо Гарай; гитарист Лео Брауэр, будучи директором группы звуковых экспериментов ICAIC в 70-х годах, был важным элементом в формировании и консолидации движения.

## Традиционная (народная) музыка
Народная кубинская музыка сформировалась на основе европейской, в первую очередь испанской, и африканской (музыка индейцев не сохранилась).
Кубинская традиционная (народная) музыка включает в себя:
румбу, сон, дансон, сальсу, гуарача (Guaracha), болеро, конга, нуэва трова.

## Рок-музыка
В Гаване есть государственный рок-клуб «Maxim Rock», являющийся центром неформального движения Кубы. Чтобы местная группа могла получить долю прибыли от продажи билетов на концерт (остальные деньги, вырученные на мероприятиях, идут в бюджет), она должна пройти прослушивание в национальном рок-агентстве и получить одобрение — лирика кубинских рок-музыкантов не должна вызывать вопросов у цензоров: например, критиковать власть им запрещено.

## Известные кубинские музыканты
Гонсало Роиг (1890—1970) стал важной творческой силой в первой половине XX века. Композитор и дирижёр, он также обладал высокой квалификацией в области фортепиано, скрипки и теории композиции. В 1922 году он был одним из основателей Национального симфонического оркестра, которым он руководил. В 1927 году он был назначен директором Гаванской музыкальной школы. Как композитор он специализировался на сарсуэле, очень популярной форме музыкального театра до Второй мировой войны. В 1931 году он основал театральную труппу Bufo в театре Марти в Гаване. Он был композитором самой известной кубинской сарсуэлы «Сесилия Вальдес», основанной на известном одноимённом романе XIX века о симпатичной кубинской мулатке, вышедшем в 1932 году. Он основал несколько организаций и часто писал музыкальные произведения.
Одним из величайших кубинских композиторов-пианистов XX века был Эрнесто Лекуона (1895—1963). Лекуона сочинил более 600 пьес, в основном в кубинском стиле, и был пианистом исключительного качества. Он был плодовитым автором песен и музыкантом для кино и театра. Его работа состояла в основном из многочисленных сарсуэлов, основанных на афро-кубинских и кубинских ритмах, нескольких сюит и нескольких песен, которые стали стандартами латинской музыки. К ним относятся Сибони, Малагенья и Андалусия. В 1942 году его шлягер «Всегда в моём сердце» был номинирован на «Оскар» за лучшую песню, и он проиграл конкурс песне «Белое Рождество». Симфонический оркестр Эрнесто Лекуоны исполнил премьеру «Чёрной рапсодии» Лекуоны на концерте в честь Дня освобождения Кубы в Карнеги-холле, Нью-Йорк, 10 октября 1943 года.
Хуберт Бланк (1856—1932) — нидерландско-кубинский пианист.
Хотя их музыка сегодня редко исполняется на концертах, Амадео Рольдан (1900—1939) и Алехандро Гарсия Катурла (1906—1940) произвели революцию в симфонической музыке на Кубе в первой половине XX века.
Они сыграли важную роль в афрокубанизме (см. Афрокубинцы), кубинском культурном движении, сосредоточенном на афро-кубинских проблемах, которое зародилось в 1920-х годах и было широко проанализировано Фернандо Ортисом Фернандесом. 
- Амадео Рольдан, родившийся в Париже в семье кубинского мулата и отца-испанца, вернулся на Кубу в 1919 году и стал первой скрипкой только что основанного в 1922 году Гаванского симфонического оркестра. Там он встретил Катурлу, который был второй скрипкой оркестра в шестнадцать лет. Среди произведений Ролдана — увертюра на кубинские темы (1925) и два балета: «Ребамбарамба» (1928) и «Эль Милагро де Анакилле» (1929). Затем последовали серии Rítmicas, Poema negro (1930) и Tres toques (марш, обряды, танец) (1931). В «Motivos de son» (1934) он написал восемь пьес для голоса и инструментов на одноимённые стихи Николаса Гильена. Его последними сочинениями были «Две детские пьесы для фортепиано» (1937). Рольдан умер молодым, в возрасте 31 года, от рака.
- Алехандро Гарсия Катурла после студенческих лет всю свою жизнь прожил в небольшом центральном городке Ремедиос, где он стал юристом, чтобы поддерживать свою растущую семью. У него были отношения с несколькими чернокожими женщинами, от которых у него было одиннадцать детей, которых он узнавал и поддерживал. Его работа «Три кубинских танца для симфонического оркестра» была впервые представлена в Испании в 1929 году. Премьера «Бембе» состоялась в Гаване в том же году. Его кубинская увертюра выиграла первый приз на национальном конкурсе в 1938 году. Он был человеком великого благородства и примером универсального музыканта, который сочетал темы классической и народной музыки с современными музыкальными идеями. Чатурла был убит в 1934 году молодым игроком, приговор которого должен был быть вынесен лишь через несколько часов.
- Селия Крус
- Сильвио Родригес
- Пабло Миланес
- Висенте Фелью
- Ибраим Феррер
- Джо Плантанос (Joe Plantanos, знаменитый гаванский блюзовый музыкант)
- Игнасио Сервантес Каванаг
- Селина Гонсалес
- Компай Сегундо